# Тростянець (притока Здвижу)
Тростянець — струмок (річка) в Україні у Бородянському районі Київської області. Ліва притока річки Здвижу (басейн Дніпра).

## Опис
Довжина струмка приблизно 10,12 км, найкоротша відстань між витоком і гирлом — 7,75  км, коефіцієнт звивистості річки — 1,31 .

## Розташування
Бере початок на західній стороні від села Небрат. Тече переважно на південний схід через північно-східну частину селища Бородянки і впадає у річку Здвиж, праву притоку річки Тетерів.

## Цікаві факти
- У XX столітті на струмку існували газгольдер та птахо-тваринна ферма (ПТФ)[1].
- На правому березі струмка на відстані приблизно 822 м розташований Аеродром Бородянка[2].
- У пригирловій частині струмок перетинає автошлях Т 1019[2] (автомобільний шлях територіального значення в Київській області. Проходить територією Іванківського, Бородянського та Макарівського районів. Загальна довжина — 65,7 км.).